# Steve Tallis
Pour les articles homonymes, voir Tallis (homonymie).
Steve Tallis est un auteur-compositeur-interprète et guitariste australien, né le 28 octobre 1952 à Maylands (en), dans la banlieue de Perth, en Australie occidentale.

## Jeunesse
Steve Tallis commence à jouer en 1962.
Assistant avec ses parents à un concert de Louis Armstrong et Trini Lopez au Capitol Theatre de Perth (en) en février 1963, Steve très impressionné déclare à sa mère vouloir faire de la musique son futur métier. Bercé dès sa naissance par la musique de ses ancêtres macédoniens et la musique ethnique grecque, yougoslave, bulgare et turque, Steve découvre dès son plus jeune âge les rythmes de transe, l'improvisation et le chant.
Steve Tallis est également fortement influencé par la musique de l’époque, Them, The Animals, The Rolling Stones, Manfred Mann, Jimi Hendrix, The Yardbirds, The Kinks, The Loved Ones ou encore Spectrum (groupe) qu'il écoute à la radio. Il est plus tard marqué par des artistes musicaux comme Nusrat Fateh Ali Khan ou par les Bâuls bengalis.
Il monte de nombreux groupes au cours de sa jeunesse, notamment My Grandfather’s Blues qui obtient en 1967 le titre de groupe de l’année lors de la Battle of the Bands organisée en parallèle du concours annuel australien Hoadley's Battle of the Sounds (en).

## Style
Apprécié pour son travail inclassable et bousculant les conventions , son genre de prédilection reste le blues. Il décrit sa musique comme du blues ethnique ou du tribal folk  soit un mélange entre le blues et la world music, teinté de folk et de gospel . Il est souvent comparé à un conteur. Son travail a été comparé au « style de Van Morrison et de Calvin Russel, mais avec son originalité particulière d’un retour à la source d’un blues roots. » 
Il est particulièrement influencé par le blues, le gospel et les chants de travail a cappella dont on retrouve la trace dans sa musique. Il se décrit aujourd’hui comme inspiré par les artistes Leadbelly, John Coltrane, Tim Buckley, Captain Beefheart, Sun Ra, John Lee Hooker, Howlin' Wolf, Muddy Waters, Kevin Coyne, Son House, Tom Waits, Jack Bruce et Kip Hanrahan. Son travail est toujours actuellement fortement inspiré des musiques traditionnelles africaines, indiennes, haïtiennes ou arabes, tant au niveau spirituel que rythmique.

### Dimension spirituelle
Cherchant à retrouver l’origine de ses influences, il étudie les musiques traditionnelles et leur dimension spirituelle. De nombreux voyages, en Inde (1997), au Pakistan (2003) et au Ghana (2005) notamment, lui permettent d’explorer différentes  spiritualités qui marquent énormément sa production musicale : le vaudou, le tantrisme, le bouddhisme, le soufisme, l’hindouisme ou encore les religions amérindiennes.
Steve Tallis a été décrit comme un griot , ou comme un “chaman du blues”  se plaçant dans une tradition orale de récit et de tradition, et sa musique a été qualifiée de « folk tribal voire chamanique d’un griot australien ouvert sur la sono mondiale ».

## Carrière musicale

### Création musicale
À partir de 1975, Steve Tallis entame une carrière solo, au cours de laquelle il réunit de nombreux artistes l’accompagnant dans sa production musicale et particulièrement lors de ses performances. Parmi les groupes récurrents, on peut trouver Broken Things, My Grandfather’s Blues, Jellyroll Bakers, Lucy Crown, Bitch, Fried Egg / Unit Structures, Opposition, Steve Tallis Washboard Unit, Zombi Party, Suicide Ghosts, Troublemakers ou Snakes of Desire.

#### Albums
En 2001, Steve Tallis sort en édition limitée le premier volume d’une anthologie, intitulée The Sacred Path of the Fried Egg - From Maylands to the Gates of Hell (1962-2001), composée de 8 disques regroupant une sélection de morceaux inédits en version live et studio, et accompagnée d’un livret. On y découvre une histoire de l’évolution de sa musique, de sa relation avec la ville de Perth et avec sa scène blues. Des musiciens locaux et amis de Steve Tallis sont également mis à l’honneur dans cette anthologie, faisant revivre la scène musicale blues, jazz et rhythm and blues des années 1970 et 1980, ce qui a valu à l’album d’être décrit comme un « document témoignant de la culture musicale d’Australie occidentale ».
L’album Loko, sorti en 2004, est produit avec certains membres de The Suicide Ghosts, Gary Ridge aux percussions et Dave Clarke au violon , et reprend le côté spirituel et chamanistique déjà présent dans Zozo en 1999.
Il explore les chants de travail a capella afro-américains et des classiques tels que le morceau negro spiritual He's Got the Whole World in His Hands (en) dans l’album acoustique Jezebel Spirit, sorti en 2006, accompagné de Gary Ridge aux percussions.
L’album The First Degree, sorti en 2014, a été enregistré avec le musicien multi-instrumentiste Skip McDonald, plus connu sous le nom de Little Axe, et le batteur Evan Jenkins, proche de Steve Tallis rencontré pendant la période Apache Dropouts, avec qui il avait déjà enregistré l’album Zombi Party. 
Son album Where Many Rivers Meet, dont la sortie est prévue au cours de l’année 2020, est un album solo enregistré en mono qui mélange des morceaux à la guitare électrique Gibson SG 1961, à la guitare acoustique Martin D18 1969, à la 12 cordes acoustique Guild Jumbo 1969, et des chants de travail a cappella.

### Premières parties
Il a joué avec un grand nombre de musiciens internationaux et australiens, en tant qu’invité ou assurant la première partie des concerts. Parmi les plus grands noms peuvent être cités Bob Dylan, Van Morrison, B.B. King, Joe Cocker, Tina Turner, Eric Burdon, Buddy Guy, Mick Jagger, etc. Parmi les musiciens australiens peuvent être cités Richard Clapton (en), Paul Kelly, Chris Wilson (musicien) (en), Daddy Cool (groupe), Billy Thorpe, Chain (groupe) (en), The Triffids, The Saints, etc. 

### Festivals
Steve Tallis a participé à de nombreux festivals autour du monde et en Australie, parmi lesquels : 

#### Autour du monde
- France (Blues en Loire, La Charité-sur-Loire, 2021)
- France (Festival Blues Passions de Cognac, 2016),
- Écosse (Fringe d’Edimbourg, 2010 et 2011)
- (Les Tombées de la nuit, Rennes, 2007)
- Italie (Villa Celimontana Jazz Festival, 2004)
- Allemagne (Karlsruhe Rock festival, 1981)
- États-Unis (LarkFest à Albany, 1982)
- Ghana (Panafest (en), 2005)
- Inde (Freedom Jam à Bangalore célébrant le 50e anniversaire de l’indépendance indienne, août 1997 ; Indian Week, 2018)
- Pakistan (World Performing Arts Festival à Lahore, 2003)[16]

#### En Australie

##### Australie occidentale
- Nannup Music Festival (en)
- Fairbridge Festival (en)
- Perth International Arts Festival (aujourd'hui Perth Festival (en))(2002 et 2003)
- Moonlight Music and Wine Festival (2003)
- Blues at Bridgetown (chaque année entre 1993 et 2005, puis de façon plus sporadique, sa dernière performance datant de 2018)

##### Victoria
- Wangaratta Festival of Jazz (en) (2000 et 2013)
- Apollo Bay Music Festival (2006)
- Port Fairy Folk Festival (en) (1998)

##### Nouvelles Galles du Sud
- Australian Blues Music Festival Goulburn (1999 et 2001)
- Thredbo Legends of the Blues Festival (2001 et 2007)
- East Coast Blues and Roots Festival à Byron Bay (aujourd'hui Byron Bay Bluesfest (en)) (1993)

##### Queensland
- Woodford Folk Festival (en) (2000)
- Broadbeach, Queensland (en)

##### Territoire du Nord
- Alice Springs Blues Festival (1987)

### Reconnaissance
Il a été décrit comme « un des auteurs-interprètes les plus puissants et les plus excentriques d’Australie ». Il est reconnu par ses pairs musiciens comme un grand musicien de blues. Dans son morceau You Don’t Have to Be Pretty to Sing the Blues, Dave Hole (en) mentionne Tallis parmi d’autres grands bluesmen : 

« Albert Collins sings the Blues
Eric Clapton sings the Blues
Steve Tallis sings the Blues
B.B. King, Freddie King, Albert King »

En 1978, son morceau Dreams obtient le titre de morceau de l’année, décerné par le quotidien régional The West Australian. En 1993, Steve Tallis est désigné auteur-compositeur de l’année par la Western Australian Music Industry. En 1994, il entre au Hall of Fame de l’association. En 1999, son album Zozo est désigné album de l’année par les lecteurs du magazine australien Rhythms Magazine.
En 2003, Steve Tallis obtient un fellowship de la WAMI, décernée par le Département des Arts et Culture d'Australie Occidentale (en). Cette bourse lui permet d’étudier, de composer et de tourner en Afrique, en Inde, en France, en Macédoine et en Grèce.
Steve Tallis est cité dans un bon nombre d’ouvrages de référence et d’anthologie sur la musique australienne, notamment dans le Who’s Who of Australian Rock, dans The Encyclopedia of Australian Rock and Population de Ian McFarlane (en) (éditions 1999 et 2017), dans Further Down the Road - A New Approach to Life de J.F. Hoskin (1983), dans Working Musicians de Stephen Smith et John Robinson (1990) ou dans Jive Twist and Stomp - West Australian Rock & Roll Bands of the 50s and 60s de Murray Gracie et John Mills (2010).
Certaines de ses performances live ont également été retransmises à la télévision, lors du festival Blues at Bridgetown de 1995 (sur ABC TV, titres tirés de l’album Zombi Party), ou lors du festival Blues Moon over Byron ou du East Coast Blues Festival (sur ABC TV en 1993). Certaines performances ont été utilisées dans des documentaires (Perth Uncovered, 1995).
En 2007, il travaille à la sortie et la promotion de l'album Loko en France qui rencontre un vif succès, qualifié d’album « atypique et pourtant très blues dans l’esprit », ou « d’alchimie parfaite [...] entre les racines du blues et les formes les plus contemporaines et avant-gardistes. »

### Promotion musicale
En parallèle de sa carrière de musicien, Steve Tallis a toujours été actif dans le domaine de la musique. Il travaille pour le magasin 78 Records (en), mythique entreprise d’import de disques en Australie (1975-1979), et rejoint Audex Sound, entreprise de location de matériel musical sur le marché australien, à partir de 1976.
En 1983, il lance l’émission Spoonful of Blues sur 6UVSFM, aujourd’hui RTRFM (en), radio australienne basée à Perth, qui met en avant des genres de blues non conventionnels.
Il crée l’entreprise de distribution indépendante Monkey Music (1985), magasin de disques qui importe et exporte les œuvres de musiciens indépendants du monde entier pour permettre leur diffusion en Australie. L’entreprise se développe pour incorporer des studios, avant de fermer en 1996.
Steve Tallis a fait connaître le travail de musiciens internationaux et australiens, pour lesquels il organise de nombreuses tournées (1986 à 1993). Il est consultant pour des musiciens, groupes et labels australiens, et représentant de l’Australie-occidentale lors des salons internationaux tels que Midem et Womex (1990 à 2007)
Il transmet son expérience de l’industrie de la musique et de la production en enseignant le management professionnel ou personnel dans des établissements d’enseignement comme le Conservatoire de Musique de l’Université d’Australie occidentale (en) à Perth, la Western Australian Academy of Performing Arts (en) ou encore le TAFE d’Australie occidentale à Leederville (en) (1992 à 1999).
Il assure également un rôle de transmission en étant consultant pour le Library Board of Western Australia (1986 à 2003) en se chargeant de l'acquisition des nouveautés musicales en vue de constituer un fonds que la bibliothèque archive et conserve pour les générations futures.
De 2015 à 2019, Steve fonde et gère un nouveau club pour les musiciens locaux de Fremantle, nommé The Gaslight Club, qui se situait d’abord au Fly By Night Club puis au Ronnie Nights Bar.

## Discographie

### En groupe
- 1968 : Jellyroll Bakers (single)
- 1969 : Jellyroll bakers (2LP)
- 1971 : Lucy Crown Survival concerts - Live à l’Octagon Theatre (cassette)
- 1978 : Hangover Triangle - The Sweetcorn Sessions (cassette)
- 1979 : Steve Tallis and the Opposition - On the Floor (LP, Fried Record Company)
- 1982 : Steve Tallis and the Guano Club, Live in New York (cassette)
- 1983 : Apache Dropout - Live at the WA Institute of Technology (cassette)
- 1991 : Apache Dropouts - First Girl on the Dance Floor Wins a Night out with the Sax Player

### En solo

#### EP, singles et live
- 1974 : The Armstrong Sessions (cassette)
- 1983 : Scarecrow / Three times in one hundred dozen moons / Desire (EP, Lizard Records)
- 1986 : A Woman is a secret / Drunk (single, Lizard Records)
- 1987 : Alexander Monkey / Cinema Masquerade (single, Monkey Music)
- 1988 : Live at the Stoned Crow (cassette)
- 1990 : Washboard Unit / Experience - The Shelter Sessions (cassette)
- 1998 : The Paris Sessions (cassette)

#### Albums
Ses albums sont produits par le label indépendant qu’il a créé, Zombi Music.
- 1993 : Zombi Party
- 1997 : Monkey Skulls and Thunderstones
- 1999 : Zozo
- 2001 : Anthology Volume 1 - The Sacred Path of The Fried Egg - From Maylands to The Gates of Hell (1962-2001)
- 2004 : Loko (sorti en 2007 en France)
- 2006 : Jezebel Spirit
- 2014 : The First Degree
- 2020 : Where Many Rivers Meet